# Palácio de Santa Catarina

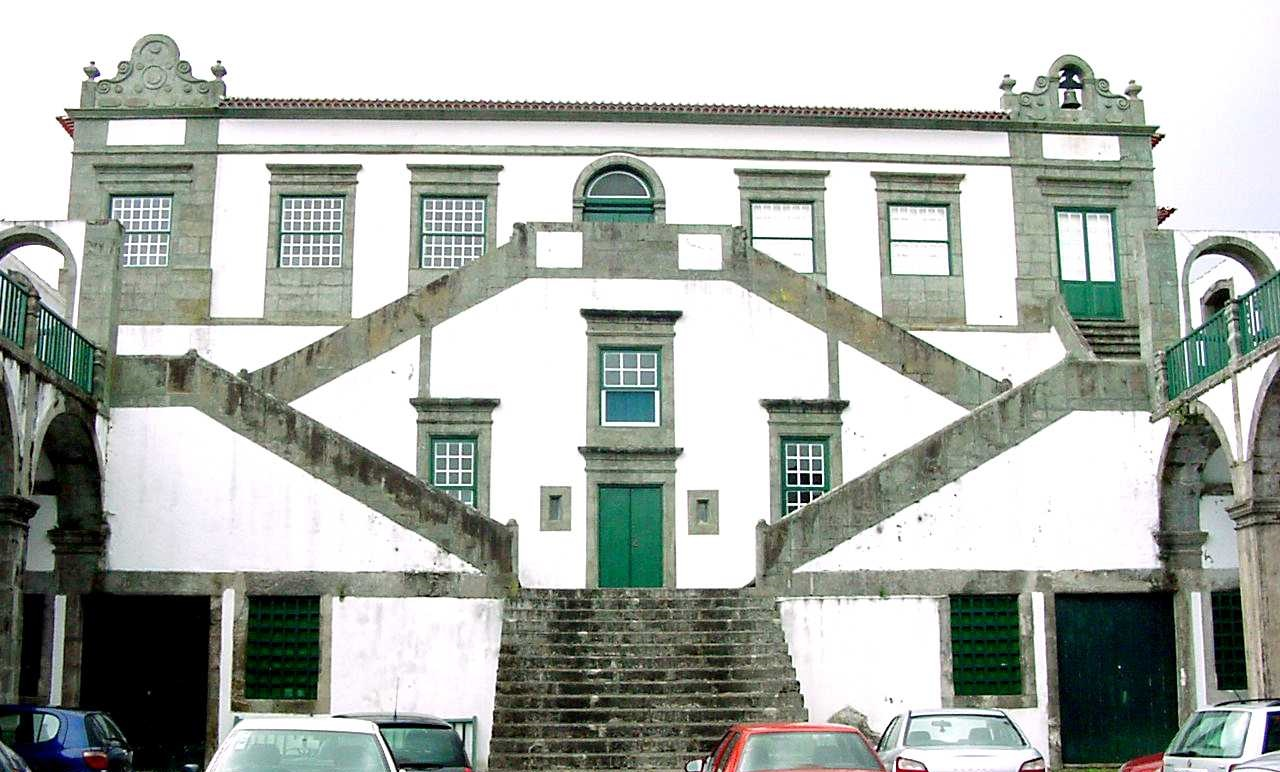
Palácio de Santa Catarina, Paço episcopal do bispado, aspecto geral.

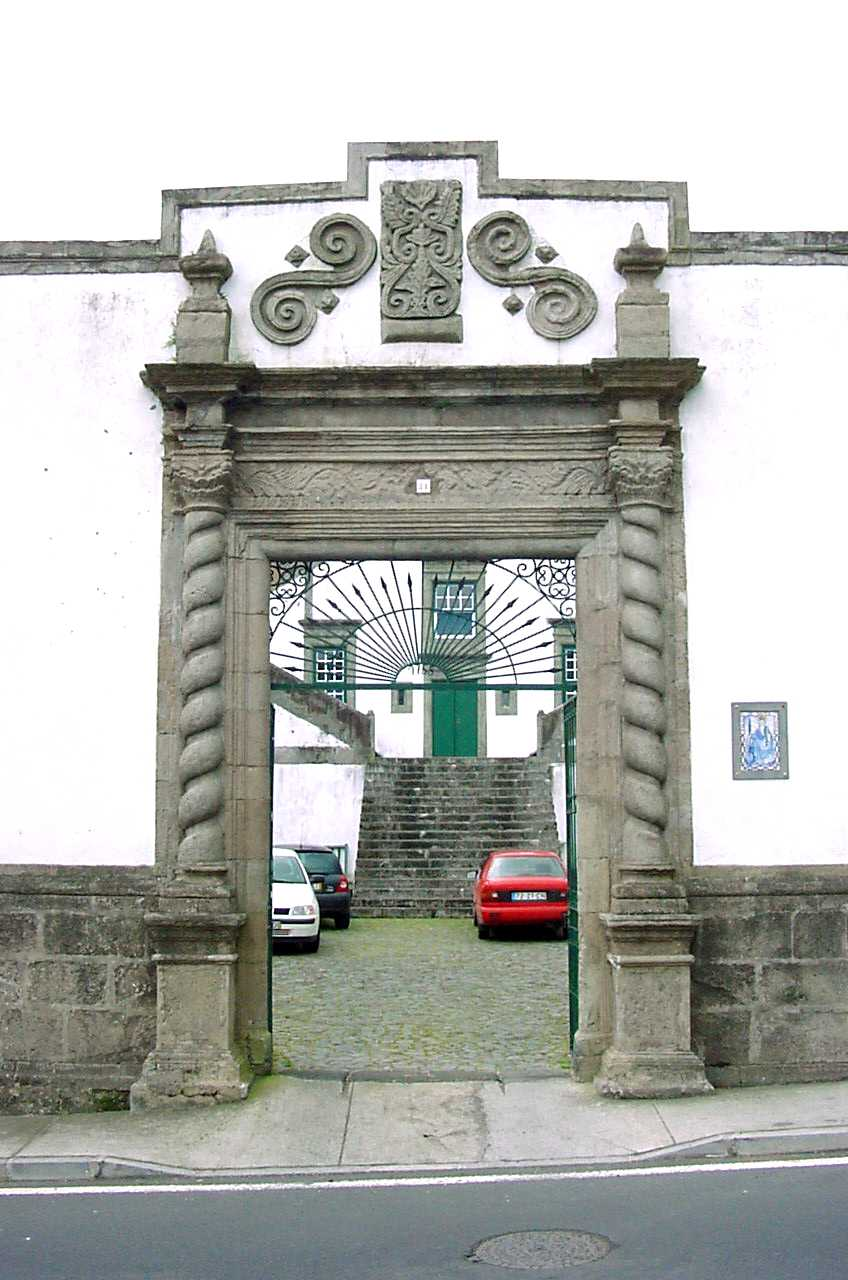
Palácio de Santa Catarina, Paço episcopal do bispado, Portão.

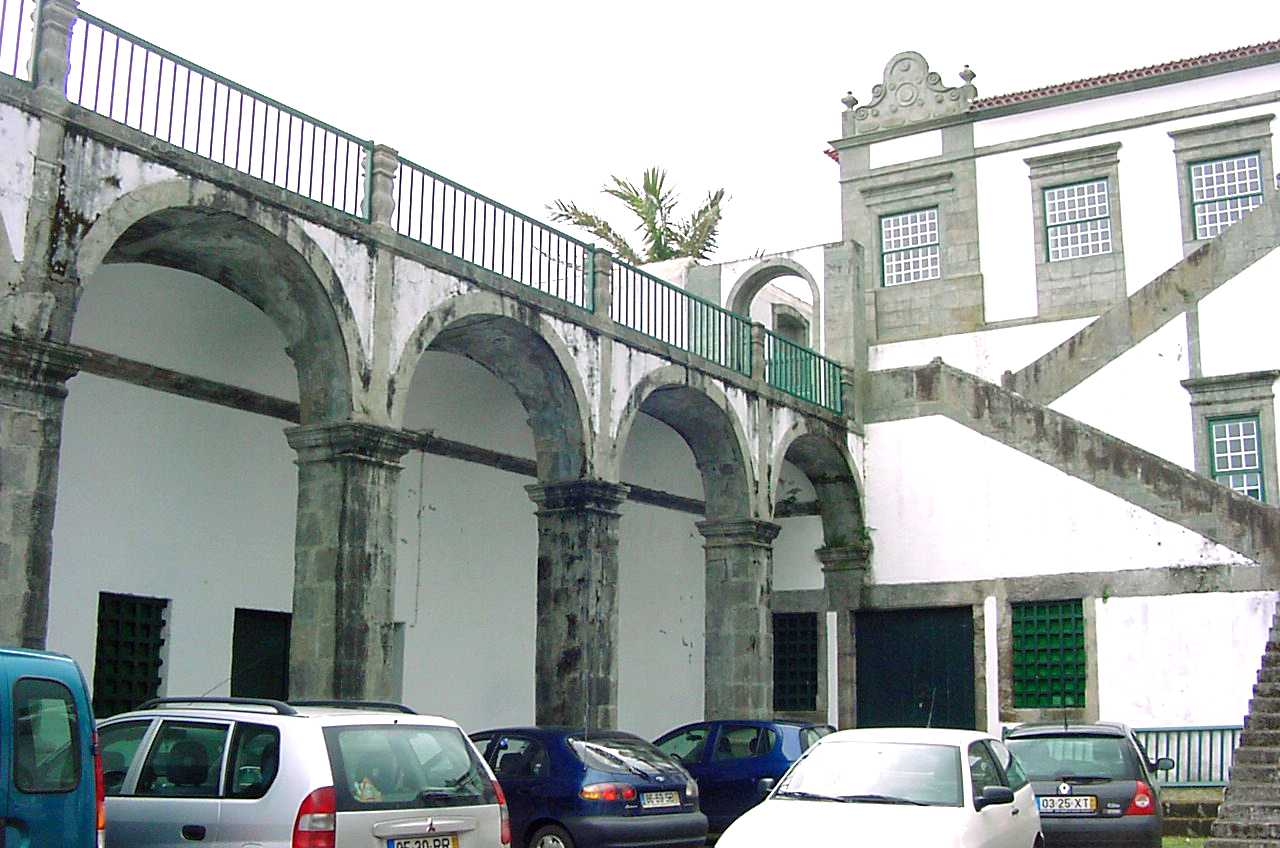
Palácio de Santa Catarina, Paço episcopal do bispado, colunas.

O Palácio de Santa Catarina é um palácio português localizado na ilha açoriana da Terceira, concelho de Angra do Heroísmo, freguesia de São Pedro, sítio de Pico da Urze.
Este palácio de apreciáveis dimensões, localizado no sítio do Pico da Urze, encontra-se próximo dos Portões de São Pedro e da Universidade dos Açores, foi sujeito a obras de restauro e manutenção após o terramoto ocorrido em 1 de Janeiro de 1980 que bastante o danificou.
Destaca-se neste edifício o seu imponente portão de entrada onde se destaca o trabalho feito em cantaria com pedra da região e já dentro do pátio as suas arcadas de grande altura.

Neste edifício que foi durante séculos residência da família Corte Real almoçou e descansou o Papa João Paulo II, aquando da sua visita aos Açores.
Actualmente é umas das Residências Oficiais Bispo de Angra sendo assim pertença da Diocese de Angra. Encontra-se já fora dos limites da cidade de Angra embora dentro da freguesia de São Pedro.